# Wolverine Lake, Sudbury
Wolverine Lake är en sjö i Kanada.   Den ligger i distriktet Sudbury och provinsen Ontario, i den sydöstra delen av landet, 600 km väster om huvudstaden Ottawa. Wolverine Lake ligger 441 meter över havet. Arean är 0,28 kvadratkilometer. Den ligger vid sjön Robinson Lake. Den sträcker sig 1,1 kilometer i nord-sydlig riktning, och 0,5 kilometer i öst-västlig riktning.
I omgivningarna runt Wolverine Lake växer i huvudsak blandskog. Trakten runt Wolverine Lake är nära nog obefolkad, med mindre än två invånare per kvadratkilometer.